# Bahi Ladgham
Bahi Ladgham (1913-1998) foi um político tunisiano, Secretário da Presidência (de 1957–1969  primeiro-ministro de fato) e primeiro-ministro da Tunísia entre 7 de novembro de 1969 e 2 de novembro de 1970.

## Biografia
Ele é filho de Ahmed Ladgham, ele próprio filho de um imigrante líbio de Misrata que se estabeleceu na Tunísia em meados do século XIX por causa de uma revolta local contra a presença otomana, e de uma tunisiana da família Kachoukh do Sahel, Zohra Ben Aouda, filha de imigrantes argelinos de Medéia que fugiram da repressão francesa contra apoiadores do emir Abdelkader; ela morre quando ele tem apenas oito anos e meio.
Vindo de uma família modesta que mora no distrito tunisino de Bab El Akouas, Bahi Ladgham vive em uma atmosfera cultural onde tunisianos de diferentes origens se misturam. Ele estudou na kouttab de seu bairro antes de entrar no Sadiki College em 1921, aos oito anos, a conselho de um amigo de seu pai, Hassen Chadli. Brilhante ao longo de seus estudos, ele recebeu vários prêmios e parabéns de seus professores, incluindo Mohamed Tahar Ben Achour e Mohamed Salah Mzali.
Após a Primeira Guerra Mundial, os bastidores de seu pai são um lugar de debate e discussão em torno de temas políticos e culturais: a queda do Império Otomano, a desislamização da Turquia por Mustafa Kemal Atatürk, a luta dos nacionalistas líbios contra a Itália, mas especialmente a situação da Tunísia com a fundação de Destour por Abdelaziz Thâalbi em 1920.
Também leitor hábil, esse contexto o leva a querer revoltar-se contra o ocupante francês.